# Воспоминание (стихотворение)
Воспоминание (Когда для смертного умолкнет шумный день) — стихотворение Александра Пушкина, написанное им в мае 1828 года. Опубликовано в 1829 году в альманахе «Северные цветы». В опубликованный при жизни поэта вариант не вошло присутствующее в рукописи окончание.
Датируется, согласно пометке Пушкина на автографе, 19 мая 1828 года. До публикации стихотворение фигурировало у Пушкина под названиями «Бессоница» и «Бдение».
Стихотворение написано простым строфическим вольным ямбом: все нечётные строфы — шестистопным ямбом, чётные — четырёхстопным. Вольные ямбы — преобладающий стихотворный размер пушкинских элегий.